# Rico Henry
Rico Antonio Henry (Birmingham, Inglaterra, 8 de julio de 1997), conocido como Rico Henry, es un futbolista británico que juega de defensa en el Brentford F. C. de la Premier League de Inglaterra.

## Trayectoria
Formado en las categorías inferiores del Walsall F. C., el 30 de julio de 2014 firmó su primer contrato profesional. Debutó en el mes de diciembre y, tras impresionar al cuerpo técnico en sus primeros encuentros, en abril de 2015 renovó hasta 2017.
El 31 de agosto de 2016, tras iniciar su tercera temporada en Walsall, fichó por el Brentford F. C. para las siguientes cinco a cambio de un millón y medio de libras, cantidad que el club nunca había llegado a pagar por un adolescente, reencontrándose de este modo con Dean Smith, el entrenador que le hizo debutar en el fútbol profesional. Debido a una lesión, tuvo que esperar hasta febrero de 2017 para debutar. En agosto de 2019 renovó su contrato hasta 2023. En septiembre de ese año sufrió una lesión del ligamento cruzado y estuvo dieciséis meses de baja, volviendo a jugar un partido el 11 de enero de 2025 en la FA Cup ante el Plymouth Argyle F. C.

## Selección nacional
Fue internacional con Inglaterra en las categorías sub-19 y sub-20. Fue convocado para participar en el Mundial sub-20 de 2017, aunque finalmente fue baja por lesión.

## Clubes
| Club            | País       | Año       |
| --------------- | ---------- | --------- |
| Walsall F. C.   | Inglaterra | 2014-2016 |
| Brentford F. C. | Inglaterra | 2016-     |